# Denis Goldberg
Denis Goldberg, född 11 april 1933 i Kapstaden i Sydafrika, död 29 april 2020 i Kapstaden, var en sydafrikansk advokat, antiapartheidaktivist och politisk fånge som dömdes vid Rivoniarättegången och som tillbringade 22 år i fängelse under apartheidregimen.